# Đan Mạch
Đan Mạch (tiếng Đan Mạch: Danmark) là một quốc gia thuộc vùng Scandinavia ở Bắc Âu và là thành viên chính của Vương quốc Đan Mạch. Đan Mạch nằm ở vùng cực nam của các      nước Nordic, nằm phía Tây Nam của Thụy Điển, phía Nam của Na Uy, và phía Bắc của Đức. Đan Mạch giáp cả biển Baltic và biển Bắc. Đan Mạch bao gồm một bán đảo lớn, Jutland (Jylland) và nhiều đảo, được biết đến nhiều nhất là Zealand (Sjælland), Funen (Fyn), Vendsyssel-Thy, Lolland, Falster, Bornholm, và hàng trăm đảo nhỏ thường được gọi là quần đảo Đan Mạch. Đan Mạch từ lâu đã kiểm soát cửa ngõ vào biển Baltic. Trước khi có kênh đào Kiel, nước chảy vào biển Baltic qua ba eo biển được gọi là những eo biển Đan Mạch.
Đan Mạch là một quốc gia quân chủ lập hiến với thể chế đại nghị. Đan Mạch có một chính phủ cấp quốc gia và chính quyền địa phương ở 98 khu tự quản. Đan Mạch là thành viên của Liên minh châu Âu từ năm 1973, mặc dù không thuộc khu vực đồng Euro. Đan Mạch là một trong những thành viên sáng lập của NATO và OECD.
Đan Mạch, với một nền kinh tế tư bản chủ nghĩa hỗn hợp và hệ thống phúc lợi quốc gia lớn, xếp hạng nhất trên thế giới về bình đẳng thu nhập. Theo tạp chí kinh tế Hoa Kỳ Forbes, Đan Mạch có môi trường kinh doanh tốt nhất thế giới. Từ năm 2006 đến 2008, theo thăm dò, Đan Mạch được xếp hạng là nơi hạnh phúc nhất thế giới dựa trên các tiêu chí sức khỏe, phúc lợi xã hội và giáo dục. Thăm dò Chỉ số hòa bình toàn cầu năm 2009 xếp Đan Mạch là nước yên bình thứ nhì trên thế giới sau New Zealand. Đan Mạch được xếp là nước ít tham nhũng nhất trên thế giới theo Chỉ số nhận thức tham nhũng 2008, cùng hạng với Thụy Điển và New Zealand.
Tiếng Đan Mạch, ngôn ngữ quốc gia được coi là gần với tiếng Thụy Điển và tiếng Na Uy. Đan Mạch cũng có văn hóa và lịch sử tương đồng với hai nước này. 82,0% dân số Đan Mạch và 90,3% dân tộc Đan Mạch là thành viên của giáo hội Luther. Năm 2009, 526.000 người (9,5% dân số Đan Mạch) là người nhập cư hoặc thế hệ sau của những người nhập cư. Đa số (54%) trong số này có nguồn gốc từ Scandinavia.

## Tên gọi
Tên gọi của Đan Mạch trong tiếng Việt bắt nguồn từ tiếng Trung. Quốc hiệu của quốc gia này là "Danmark". Bằng tiếng Trung, "Dan-mark" được phiên âm là "丹麥" (pinyin: "Dān mài"). "丹麥" có âm Hán Việt là "Đan Mạch".

## Lịch sử

### Thời tiền sử
Các phát hiện khảo cổ ở Đan Mạch có niên đại từ năm 130.000–110.000 trước Công nguyên trong thời kỳ gian băng Eem. Con người đã sống ở Đan Mạch từ khoảng năm 12.500 trước Công nguyên và có bằng chứng ngành nông nghiệp đã tồn tại từ khoảng năm 3900 trước Công nguyên. Thời kỳ đồ đồng Nordic (1.800–600 trước Công nguyên) ở Đan Mạch đã được đánh dấu bằng các gò mộ để lại nhiều phát hiện khảo cổ, bao gồm lur và Sun Chariot.
Trong Thời kỳ Đồ sắt tiền La Mã (500 trước Công nguyên – 1 Công nguyên), các nhóm dân bản địa bắt đầu di cư về phía nam, dù những người Đan Mạch đầu tiên đến Đan Mạch giữa thời kỳ tiền La Mã và Thời kỳ Đồ sắt German, trong Thời kỳ Đồ sắt La Mã (1–400 Công Nguyên).
Thời tiền sử ở Đan Mạch cách nay khoảng 15.000 năm, khi sông băng lục địa (inland ice) trôi chệch về phía bắc do một sự thay đổi khí hậu. Những người săn bắt tuần lộc (loại hươu lớn có sừng nhiều nhánh, tên khoa học là Rangifer tarandus) đã sống tại đây, sau đó tới những người sống bằng nghề săn bắt các muông thú khác và những người đánh cá trải qua hàng thiên niên kỷ.
Cách nay khoảng 6.000 năm thì bắt đầu thời đại đồ đá của người săn bắt, dần dần thay thế bằng thời đại đồ đá của nông dân, sau đó là thời đại đồ đồng, rồi thời đại đồ sắt.
Ngay cuối thời đại đồ sắt, tức khoảng thế kỷ thứ VIII, ở đây đã tồn tại một chính quyền trung ương mạnh, bằng chứng là đã có công trình Dannevirke gồm hệ thống bờ lũy cao, dài 14 km ở cách phía nam biên giới Đan Mạch - Đức hiện nay khoảng 40 km, gần bên thành phố viking Hedeby (tiếng Đức là Haithabu), vùng Slien gần Schleswig. Ngoài ra trong thời đại đồ sắt còn một hệ thống kênh đào ngang qua đảo Samsø dài khoảng 500 m, rộng 11 m để tàu thuyền lưu thông, thời đó dùng làm một khâu của căn cứ hải quân bảo vệ thành phố Aarhus, gọi là Kanhavekanalen.

### Trung cổ

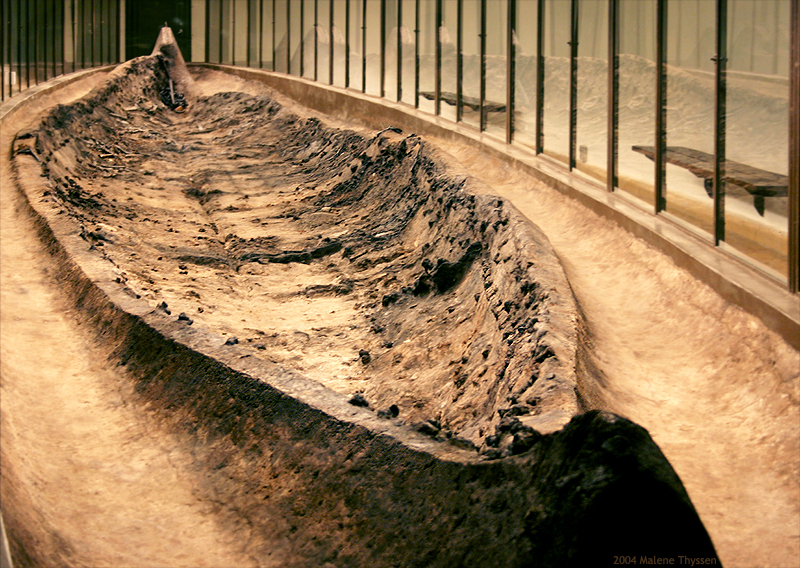
Tàu Ladby, con tàu lớn nhất của người Viking được tìm thấy ngoài khơi Đan Mạch.

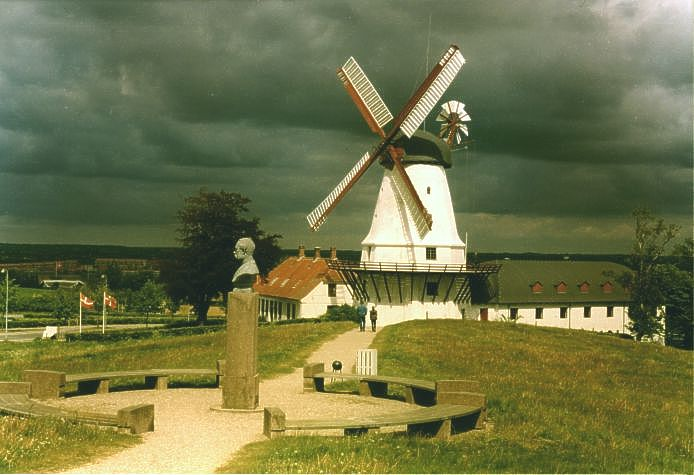
Cối xay gió Dybboel

Thời tiền sử kết thúc vào Thời đại Viking, khi những người Viking Đan Mạch bắt đầu đi buôn bán và cướp bóc ở phần lớn châu Âu.
Nhờ có 2 tấm bia đá khắc chữ rune ở Jelling (nam bán đảo Jylland, tấm nhỏ do Gorm già dựng khoảng năm 955, tấm lớn do Harald răng xanh dựng khoảng năm 965) mà ta biết vị vua đầu tiên của bán đảo Jylland là Gorm già Gorm den Gamle và là cha của Harald Blauzahn (Harald răng xanh), người sau này đã thống nhất Đan Mạch vào năm 980. Hai tấm bia kể trên được coi là "Giấy khai sinh của Đan Mạch".
Cho tới tận thế kỷ XI người Đan Mạch vẫn còn được coi là người Viking, dân tộc đã từng làm chủ nhiều thuộc địa và thâu tóm việc buôn bán khắp châu Âu. Người Viking cũng như thường xuyên cướp phá và gây chiến. Họ bắt đầu đòi cái gọi là Danegæld (món nợ người Đan Mạch) theo đó thì các vua Anh phải nộp thuế cho vua Đan Mạch, để không bị cướp bóc, vì họ có một hạm đội rất mạnh.

### Cận đại
Rất nhiều lần trong lịch sử Đan Mạch đã giành được quyền kiểm soát Vương quốc Anh, Na Uy, Thuỵ Điển và một phần lớn bờ biển Baltic, cũng như phần phía bắc nước Đức. Vùng Skåne (phần đất phía nam Thuỵ Điển ngày nay) cũng đã từng thuộc về Đan Mạch trong một thời gian dài trước khi trao cho Thụy Điển sau Hòa ước Roskilde vào năm 1658. Liên hiệp Đan Mạch - Na Uy (1380-1814) kết thúc vào năm 1814 cùng với việc Na Uy bị sáp nhập vào Thuỵ Điển (tới năm 1905). Riêng Greenland, quần đảo Faroe, Iceland (cho tới năm 1944) và vùng Đan Mạch-Tây Ấn (cho tới năm 1917) vẫn thuộc quyền sở hữu của Đan Mạch.
Phong trào dân tộc và những người dân chủ ở Đan Mạch bắt đầu tạo được nhiều ảnh hưởng từ thập niên 1830. Sau cuộc cách mạng châu Âu 1848, nhà nước quân chủ lập hiến Đan Mạch được thành lập: hiến pháp đầu tiên được soạn thảo.
Sau khi thất bại trong cuộc Chiến tranh Phổ-Đan Mạch năm 1864, Đan Mạch buộc phải cắt vùng Schleswig-Holstein cho nước Phổ. Kể từ sau thất bại này Đan Mạch giữ một thái độ nhất quyết trung lập trong đối ngoại của quốc gia cho đến sau Chiến tranh thế giới thứ nhất.

### Thế kỷ XX đến nay

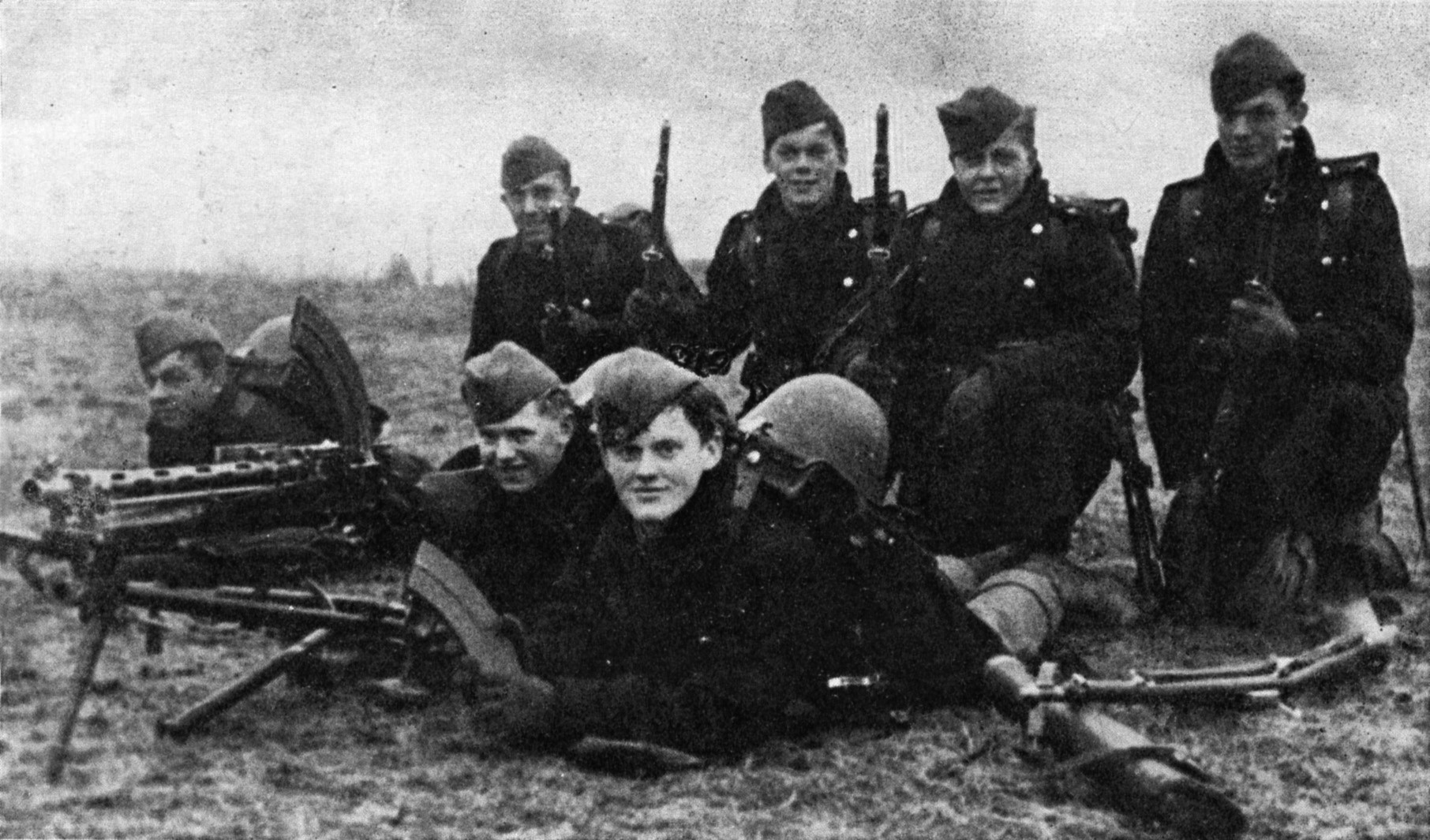
Một nhóm các binh sĩ Đan Mạch vào buổi sáng khi cuộc xâm lược của Đức vào Đan Mạch bắt đầu, ngày 9 tháng 4 năm 1940.

Sau Chiến tranh thế giới thứ nhất biên giới Đan Mạch - Đức được tái xác lập, lần này là lui về phía nam. Năm 1920 nó được xác định chính thức và tồn tại cho đến ngày nay: bắc Schleswig trở về với Đan Mạch. Việc thường xuyên thay đổi đường biên giới dẫn tới sự tồn tại của hai bộ phận dân cư thiểu số ở hai phía: người Đức ở nam Đan Mạch và người Đan Mạch ở miền bắc nước Đức.
Từ ngày 9 tháng 4 năm 1940 cho đến khi kết thúc Chiến tranh thế giới thứ hai Đan Mạch nằm dưới sự chiếm đóng của quân đội Đức. Cuộc nổi dậy của nhân dân Đan Mạch chống lại sự thảm sát người Do Thái đã trở nên tiêu biểu. Tháng 10 năm 1943 những người Do Thái ở Đan Mạch đã được nhân dân Đan Mạch cứu thoát.
Sau chiến tranh, Đan Mạch trở thành thành viên của khối NATO. Năm 1973 vương quốc này là quốc gia Bắc Âu đầu tiên trở thành thành viên của Cộng đồng châu Âu, nay là Liên minh châu Âu, sau cuộc trưng cầu dân ý.
Năm 1989, Đan Mạch trở thành nước đầu tiên trên thế giới thông qua luật cho phép người đồng tính luyến ái được phép chung sống với nhau.
Sau cuộc trưng cầu ý dân năm 1992, người Đan Mạch phản đối việc phê chuẩn hiệp ước Maastricht (Hiệp ước ngày 7 tháng 2 năm 1992, thành lập Liên minh châu Âu của 12 quốc gia thành viên của Cộng đồng Kinh tế châu Âu), nhưng lại chấp nhận vào năm 1993. Trong cuộc trưng cầu ý dân năm 2000, Đan Mạch đã từ chối lưu hành đồng euro, nước này vẫn sử dụng đồng krone Đan Mạch, tiền riêng của nước mình.

## Địa lý
Đất nước thuộc vùng Scandinavia với diện tích 43.000 km², một phần ba trong số đó là diện tích của 443 hòn đảo lớn nhỏ. Hai hòn đảo lớn nhất là Zealand (Sjælland) – rộng khoảng 7.000 km² và Funen (Fyn) – khoảng 3.000 km². Đường bờ biển dài tới 7.314 km. Địa hình của Đan Mạch khá bằng phẳng, với điểm cao nhất cách 173 m so với mực nước biển.
Bán đảo Jutland (Jylland) hình thành nên phần đất liền của Đan Mạch. Nó trải dài trên 300 km tính từ biên giới với Đức. Các cồn cát, vũng biển và bãi bồi bảo vệ bờ tây của bán đảo trước những cơn bão dữ dội từ ngoài Biển Bắc. 443 hòn đảo lớn nhỏ tập trung chủ yếu trên biển Baltic, ngay sát với bờ tây của Jutland. Chỉ 76 trong số này có người ở. Độ cao trung bình của Đan Mạch so với mực nước biển là 30 m..
Những khối băng lớn của thời kì băng hà đã hình thành nên Đan Mạch ngày nay. Một vành đai băng cổ đã chia cắt phần đông và tây của Jutland.
Vịnh hẹp khoét sâu vào đất liền lớn nhất có tên là Limfjorden, chạy xuyên ngang phần phía bắc bán đảo hướng tới mũi Skagen. Phía đông Jutland là Eo biển Lillebælt ngăn cách đảo Funen(Fyn) với lục địa. Đông nam Funen có hệ thống cầu nối với hòn đảo nhỏ Langeland. Chếch sang phía đông một chút là đảo Zealand (Sjælland), ngăn cách với Funen bởi Eo biển Storebælt. Trên bờ phía đông của đảo này ta sẽ tìm thấy thủ đô Copenhagen(København). Xa xa về phía đông là hòn đảo granit có tên Bornholm.
Trên đảo Greenland (Grønland)có khoảng hơn 55.000 dân cư sinh sống, 48.000 trong số họ là người thiểu số Inuit. Thủ phủ của Greenland là Nuuk. Từ năm 1380 hòn đảo này là thuộc địa của Đan Mạch, từ năm 1953 nó trở thành một lãnh thổ tự trị thuộc Đan Mạch.

Hình Đan Mạch chụp từ vệ tinh

Quần đảo Faroe (Farøerne) (thủ phủ: Tórshavn, diện tích 1.399 km², 44.800 dân) là thuộc địa của Na Uy từ năm 1035 tới năm 1814. Quần đảo này có khí hậu ôn hoà, dễ chịu chủ yếu nhờ vào ảnh hưởng của dòng hải lưu Gulf.
Cũng chính dòng hải lưu này, cùng với vị trí phía bắc của Đan Mạch, ảnh hưởng phần lớn tới khí hậu của vương quốc: thường có một đợt gió từ ôn hoà tới mạnh thổi chủ yếu từ phía tây, mùa hè lạnh hơn so với các nước châu Âu khác, nhưng mùa đông lại ấm áp hơn, lượng mưa hàng năm vào loại trung bình. Cây trồng đa phần là cây chắn gió và chắn cát lấn vào đất liền.
Ngoại trừ loài hươu sừng nhiều nhánh (Cervus elaphus) Đan Mạch hầu như không có thêm loài thú lớn nào khác. Ngược lại, nơi đây lại là thế giới của vô số các loài chim. Ô nhiễm môi trường chính là nguyên nhân chủ yếu đe dọa sự tồn tại của các loài động vật vùng hồ và bờ biển của Đan Mạch.
Các tài nguyên chính của quốc gia: dầu mỏ, khí đốt, cá, muối và đá vôi.

### Khí hậu
Đan Mạch có khí hậu ôn đới, đặc trưng bởi mùa đông ấm áp, với nhiệt độ trung bình tháng một 1,5 °C (34,7 °F), và mùa hè mát, với nhiệt độ trung bình tháng 8 17,2 °C (63,0 °F). Đan Mạch có 179 ngày có giáng thủy với tổng lượng nước 765 milimét (30 in) mỗi năm; mùa thu là mùa ẩm ướt nhất và mùa xuân khô nhất. Vị trí giữa lục địa và đại dương làm cho thời tiết thường thay đổi.
Do vị trí phía bắc của Đan Mạch nên có những dao động theo mùa về ánh sáng ban ngày. Ngày ngắn trong mùa đông khi mặt trời mọc khoảng 8:45 sáng và lặn lúc 3:45 pm (giờ chuẩn), và mùa hè kéo dài khi mặt trời mọc lúc 4:30 sáng va lặn lúc 10 tối (giờ mùa hè).
| Dữ liệu khí hậu của Đan Mạch (2001–2010) | Dữ liệu khí hậu của Đan Mạch (2001–2010) | Dữ liệu khí hậu của Đan Mạch (2001–2010) | Dữ liệu khí hậu của Đan Mạch (2001–2010) | Dữ liệu khí hậu của Đan Mạch (2001–2010) | Dữ liệu khí hậu của Đan Mạch (2001–2010) | Dữ liệu khí hậu của Đan Mạch (2001–2010) | Dữ liệu khí hậu của Đan Mạch (2001–2010) | Dữ liệu khí hậu của Đan Mạch (2001–2010) | Dữ liệu khí hậu của Đan Mạch (2001–2010) | Dữ liệu khí hậu của Đan Mạch (2001–2010) | Dữ liệu khí hậu của Đan Mạch (2001–2010) | Dữ liệu khí hậu của Đan Mạch (2001–2010) | Dữ liệu khí hậu của Đan Mạch (2001–2010) |
| Tháng                                    | 1                                        | 2                                        | 3                                        | 4                                        | 5                                        | 6                                        | 7                                        | 8                                        | 9                                        | 10                                       | 11                                       | 12                                       | Năm                                      |
| ---------------------------------------- | ---------------------------------------- | ---------------------------------------- | ---------------------------------------- | ---------------------------------------- | ---------------------------------------- | ---------------------------------------- | ---------------------------------------- | ---------------------------------------- | ---------------------------------------- | ---------------------------------------- | ---------------------------------------- | ---------------------------------------- | ---------------------------------------- |
| Trung bình ngày tối đa °C (°F)           | 3.3 (37.9)                               | 3.3 (37.9)                               | 6.1 (43.0)                               | 11.5 (52.7)                              | 15.5 (59.9)                              | 18.5 (65.3)                              | 21.6 (70.9)                              | 21.2 (70.2)                              | 17.5 (63.5)                              | 12.3 (54.1)                              | 7.9 (46.2)                               | 4.2 (39.6)                               | 11.9 (53.4)                              |
| Trung bình ngày °C (°F)                  | 1.5 (34.7)                               | 1.2 (34.2)                               | 3.0 (37.4)                               | 7.5 (45.5)                               | 11.4 (52.5)                              | 14.6 (58.3)                              | 17.4 (63.3)                              | 17.2 (63.0)                              | 13.8 (56.8)                              | 9.4 (48.9)                               | 5.7 (42.3)                               | 2.2 (36.0)                               | 8.8 (47.8)                               |
| Tối thiểu trung bình ngày °C (°F)        | −0.8 (30.6)                              | −1.3 (29.7)                              | −0.2 (31.6)                              | 3.6 (38.5)                               | 7.4 (45.3)                               | 10.6 (51.1)                              | 13.4 (56.1)                              | 13.5 (56.3)                              | 10.2 (50.4)                              | 6.2 (43.2)                               | 3.2 (37.8)                               | −0.3 (31.5)                              | 5.5 (41.9)                               |
| Lượng Giáng thủy trung bình mm (inches)  | 66 (2.6)                                 | 50 (2.0)                                 | 43 (1.7)                                 | 37 (1.5)                                 | 53 (2.1)                                 | 68 (2.7)                                 | 77 (3.0)                                 | 91 (3.6)                                 | 62 (2.4)                                 | 83 (3.3)                                 | 75 (3.0)                                 | 61 (2.4)                                 | 765 (30.1)                               |
| Số ngày mưa trung bình (≥ 1mm)           | 18                                       | 15                                       | 13                                       | 11                                       | 13                                       | 13                                       | 14                                       | 16                                       | 14                                       | 17                                       | 20                                       | 17                                       | 181                                      |
| Số giờ nắng trung bình tháng             | 47                                       | 71                                       | 146                                      | 198                                      | 235                                      | 239                                      | 232                                      | 196                                      | 162                                      | 111                                      | 58                                       | 45                                       | 1.739                                    |
| Nguồn: Viện khí tượng Đan Mạch           |                                          |                                          |                                          |                                          |                                          |                                          |                                          |                                          |                                          |                                          |                                          |                                          |                                          |

### Sinh thái
Đan Mạch thuộc về Giới Bắc Cực và có thể được chia làm hai vùng sinh thái: rừng hỗn hợp Đại Tây Dương và rừng hỗn hợp Baltic. Hầu hết tất cả rừng nguyên sinh của Đan Mạch đã bị phá hủy hoặc chia nhỏ, chủ yếu do mục đích nông nghiệp trong thiên niên kỷ trước. Sự phá rừng đã tạo ra những vùng cây thạch nam bị phá hủy lớn và cát trôi có thể gây nhiều thiệt hại. Mặc dù vậy, có vài rừng mọc lại trên quốc gia này và tổng cộng 12,9% diện tích đất bây giờ là rừng. Norway spruce là loại cây phổ biến nhất (2017), đóng vai trò quan trọng trong việc sản xuất cây Giáng sinh.
Hoẵng châu Âu có số lượng ngày càng tăng tại vùng quê, và hươu đỏ có sừng có thể được tìm thấy ở vùng rừng Jutland. Đan Mạch cũng có các loại động vật có vú nhỏ hơn, như là chồn hôi châu Âu, thỏ đồng và nhím gai. Khoảng 400 loài chim cư trú tại Đan Mạch và khoảng 160 loại phối giống tại quốc gia này. Các loài động vật có vú đại dương lớn bao gồm cá heo cảng, các loại động vật chân màng đôi khi có cá voi lớn ghé thăm, bao gồm cá voi xanh và cá voi sát thủ. Cá tuyết, cá trích và cá bơn sao là các loại cá có số lượng dồi dào tại Đan Mạch và la cơ sở của một ngành công nghiệp đánh cá lớn.

## Chính trị
Đan Mạch là một quốc gia quân chủ lập hiến với thể chế đại nghị theo Hiến pháp Đan Mạch, được ban hành vào năm 1849. Về mặt chính thức, quân chủ thực hiện hành pháp và chủ trì Hội đồng Nhà nước (viện cơ mật). Trên thực tế, quân chủ chỉ có vai trò biểu tượng và mang tính nghi lễ, ví dụ như bổ nhiệm, miễn nhiệm thủ tướng, bộ trưởng. Quân chủ không chịu trách nhiệm về hành vi của mình và là bất khả xâm phạm. Frederik X là quốc vương Đan Mạch từ ngày 14 tháng 1 năm 2024.
Luật căn bản này đã trải qua 3 đợt tu chính: lần thứ nhất vào năm 1866, lần thứ hai vào năm 1915 (cho phép các phụ nữ được quyền ứng và bầu cử) và lần thứ ba vào năm 1953.

### Tổ chức chính quyền

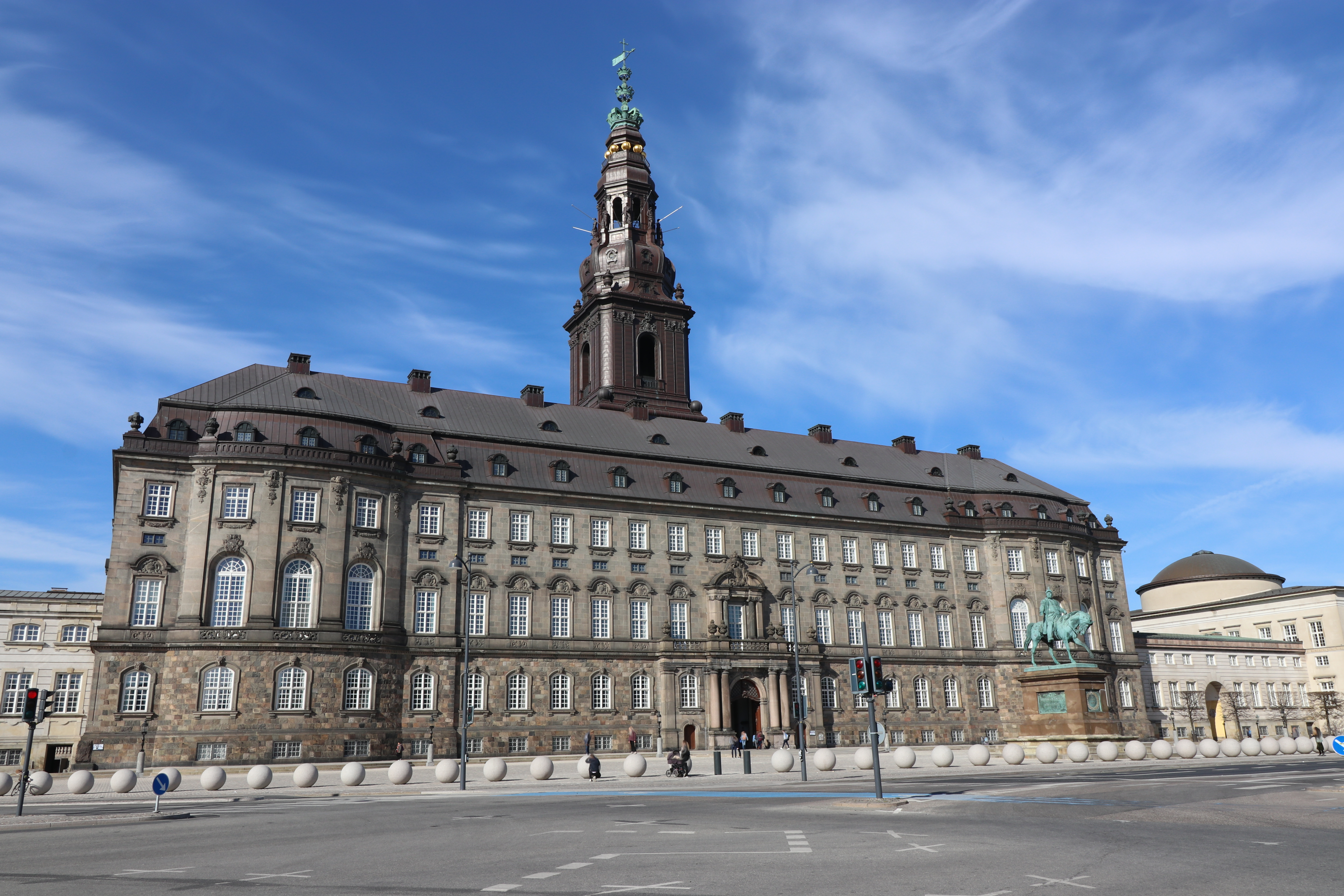
Cung điện Christiansborg là trụ sở Quốc hội, Tòa án tối cao và các cơ quan chính phủ

Quốc hội (tiếng Đan Mạch: Folketinget) là cơ quan lập pháp đơn viện của Đan Mạch. Luật của Quốc hội có hiệu lực tại Đan Mạch và Greenland, Quần đảo Faroe trong một số trường hợp. Quốc hội cũng quyết định dự toán ngân sách nhà nước, phê chuẩn quyết toán ngân sách nhà nước và giám sát hoạt động của Chính phủ. Thành viên Chính phủ và nghị sĩ có quyền trình dự luật trước Quốc hội. Luật được Quốc hội thông qua được trình trước Hội đồng Nhà nước để được quân chủ ngự phê, công bố chậm nhất là 30 ngày kể từ ngày thông qua. Quốc hội có quyền biểu quyết bất tín nhiệm một bộ trưởng hoặc toàn bộ Chính phủ.
Quốc hội gồm 179 nghị sĩ được bầu theo hệ thống đại diện tỷ lệ và nguyên tắc phổ thông đầu phiếu với ngưỡng bầu cử 2%. Đan Mạch bầu 175 nghị sĩ, Greenland và Quần đảo Faroe mỗi khu vực bầu hai nghị sĩ. Nhiệm kỳ của mỗi khóa Quốc hội là bốn năm, nhưng thủ tướng có quyền yêu cầu quân chủ giải tán Quốc hội sớm.
Chính phủ gồm thủ tướng, các bộ trưởng và thay mặt quân chủ thực hiện quyền hành pháp. Chính phủ có nhiệm vụ trình dự toán ngân sách nhà nước trước Quốc hội, thi hành luật và chính sách đối nội, đối ngoại của Đan Mạch. Thủ tướng là người đứng đầu chính phủ. Quân chủ thông thường bổ nhiệm lãnh đạo của đảng hoặc liên minh những đảng có khả năng giành được sự tín nhiệm của Quốc hội làm thủ tướng. Chính phủ Đan Mạch thường là chính phủ liên hiệp hoặc thậm chí chính phủ thiểu số vì không có một đảng chiếm ưu thế trong Quốc hội để tự thành lập chính phủ.

### Hệ thống pháp luật

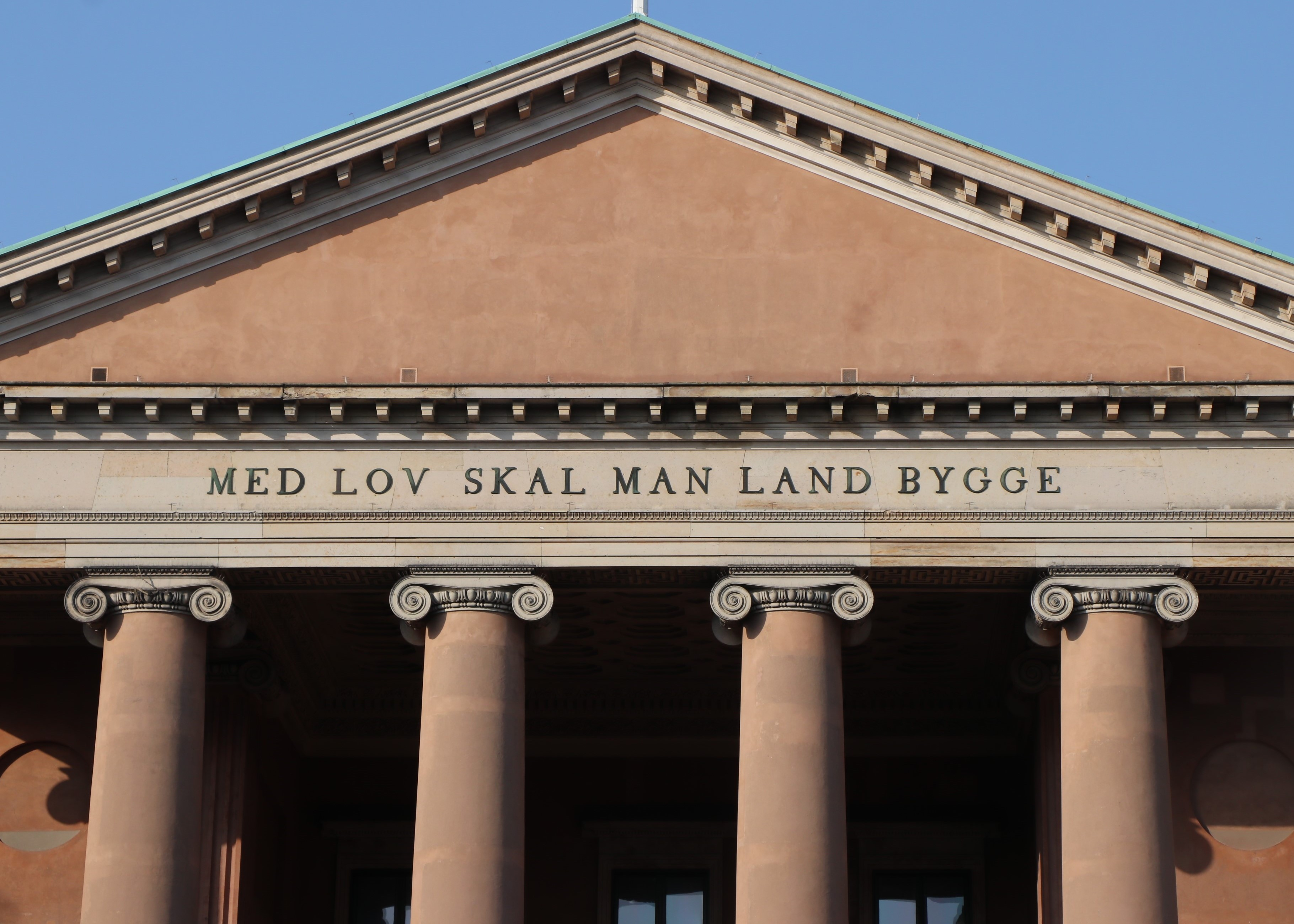
"Y pháp kiến quốc", lời mở đầu của Codex Holmiensis, trên Tòa nhà Pháp đình Copenhagen. Năm 2023, tổ chức xã hội dân sự World Justice Project xếp hạng Đan Mạch thứ 1 về pháp quyền

Hệ thống tư pháp của Đan Mạch gồm tòa án dân sự, tòa án hình sự và tòa án hành chính. Tòa án thực hiện quyền tư pháp độc lập với Chính phủ và Quốc hội theo Hiến pháp. Vương quốc Đan Mạch không có một hệ thống tư pháp thống nhất mà gồm ba hệ thống riêng biệt của Đan Mạch, Greenland và Quần đảo Faroe. Tuy nhiên, quyết định của tòa án cấp cao tại Greenland và Quần đảo Faroe có thể được kháng cáo lên Tòa án cấp cao Đan Mạch. Tòa án tối cao Đan Mạch là tòa án hình sự, dân sự cao nhất của Đan Mạch.

### Các đảng chính trị
- Đảng Tự do, thành lập năm 1870, do Thủ tướng Lars Løkke Rasmussen đứng đầu.
- Đảng Bảo thủ, do Bộ trưởng Tư pháp Lars Barfoed đứng đầu.
- Đảng Dân chủ xã hội, thành lập năm 1871, do bà Helle Thorning-Schmidt đứng đầu.
- Đảng Nhân dân Đan Mạch, thành lập năm 1995, do bà Pia Merete Kjærsgaard đứng đầu.
- Đảng Nhân dân Xã hội chủ nghĩa, thành lập năm 1916, do ông Villy Søvndal đứng đầu.
- Đảng Tự do xã hội, thành lập năm 1905, do bà Margrethe Vestager đứng đầu.
- Đảng Liên minh xanh – đỏ cánh tả, thành lập năm 1989, lãnh đạo tập thể.
- Đảng Liên minh Tự do cánh hữu, thành lập năm 2007, do ông Anders Samuelsen đứng đầu.

### Quan hệ ngoại giao

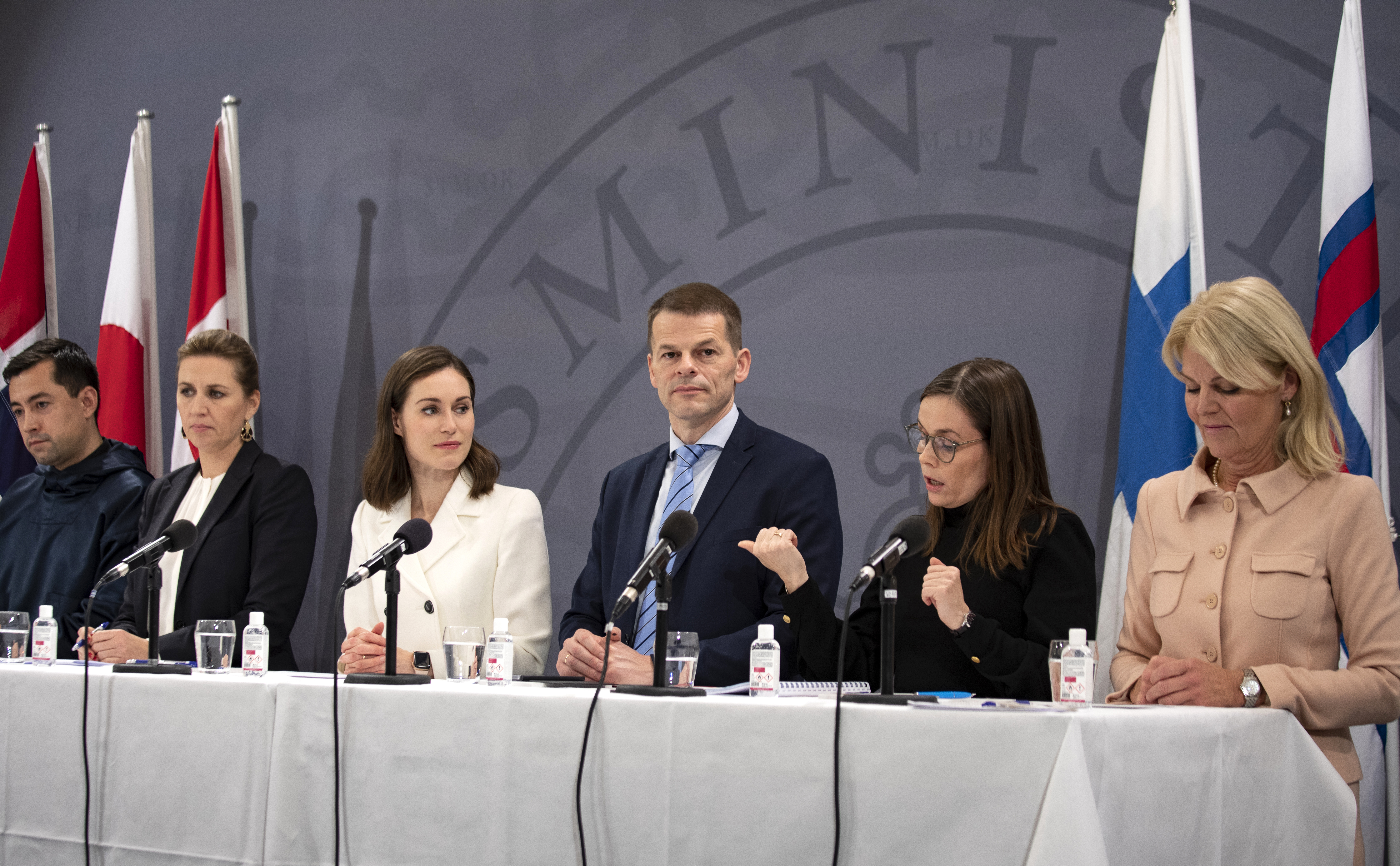
Thủ tướng Đan Mạch Mette Frederiksen (thứ hai từ trái sang) cùng với các người đồng cấp tại Hội đồng Nordic ở Copenhagen, 2021

Đan Mạch có ảnh hưởng đáng kể tại Bắc Âu và là một trung cường quốc. Trong những năm gần đây, Greenland và Quần đảo Faroe được tham gia quyết định chính sách đối ngoại về đánh bắt cá, săn bắt cá voi và một số vấn đề địa chính trị. Là một thành viên Liên minh châu Âu, chính sách đối ngoại của Đan Mạch gắn liền với chính sách đối ngoại của Liên minh châu Âu; Đan Mạch (cùng với Greenland) gia nhập Cộng đồng Kinh tế châu Âu vào năm 1973. Đan Mạch đã giữ chức chủ tịch Hội đồng Liên minh châu Âu bảy nhiệm kỳ, gần đây nhất là từ tháng 1 đến tháng 6 năm 2012. Sau Chiến tranh thế giới thứ hai, Đan Mạch chấm dứt lập trường trung lập 200 năm và tham gia sáng lập NATO vào năm 1949. Dư luận Đan Mạch tiếp tục ủng hộ Đan Mạch tham gia NATO.
Đan Mạch có quan hệ ngoại giao với trên 100 nước, là thành viên của hầu hết các tổ chức chính trị, kinh tế, tài chính quốc tế và khu vực, tham gia Hiệp hội Mậu dịch tự do châu Âu (EFTA) năm 1959, Hội đồng Bắc Âu và Quỹ Dự án Bắc Âu (NOPEF)(1952), gia nhập Tổ chức Hiệp ước Bắc Đại Tây Dương (NATO) (1949), nhưng không cho phép NATO thiết lập căn cứ hạt nhân NATO trên lãnh thổ Đan Mạch trong thời bình. Ngoài ra, Đan Mạch là thành viên tích cực của Liên Hợp Quốc (UN), Tổ chức Hợp tác và Phát triển Kinh tế (OECD), Quỹ Tiền tệ Quốc tế (IMF) và Tổ chức Thương mại Thế giới (WTO).

### Phân cấp hành chính
Đan Mạch có tổng diện tích 43,094 kilômét vuông (16,639 dặm vuông Anh) được phân thành 5 vùng hành chính (tiếng Đan Mạch: regioner). Các vùng này lại được chia thành 98 đô thị (kommuner). Vùng đất tận cùng phía đông ở Đan Mạch là quần đảo Ertholmene có diện tích 39 ha (0,16 m2), không phải là vùng đô thị cũng không phải một vùng nhưng trực thuộc Bộ Quốc phòng của nước này.
Các vùng được thành lập ngày 01/01/2007 để thay thế 16 hạt trước đây. Cùng lúc này, các đô thị nhỏ hơn được hợp nhất để tạo thành các đơn vị lớn hơn nên giảm xuống từ 270. Hầu hết các đô thị có dân số ít nhất 20.000 dân tạo ra sự bền vững về tài chính và quản lý tốt hơn, mặc dù có một vài ngoại lệ. Đứng đầu các đơn vị hành chính là hạt được bầu cử trực tiếp nhiệm kỳ 4 năm; lần bầu cử gần đây nhất được tổ chức vào ngày 19 tháng 11 năm 2013. Các cấu trúc vùng khác sử dụng các ranh giới đô thị, bao gồm các quận cảnh sát, quận tòa án và quận bầu cử.

### Các vùng
Chính thể của các vùng là các hội đồng hạt khu vực gồm 41 người được bầu nhiệm kỳ 4 năm. Đứng đầu hội đồng là regionsrådsformand người được bầu ra từ hội đồng.
Hội đồng chịu trách nhiệm về chăm sóc sức khỏe quốc gia, dịch vụ xã hội, và phát triển vùng. Không giống các hạt đã được thay thế, các vùng không được phép thu thuế và dịch vụ y tế được chi trả chủ yếu từ đóng góp chăm sóc sức khỏe quốc gia khoảng 6% (sundhedsbidrag) cộng thêm các quỹ từ chính phủ và đô thị.
Diện tích và dân số của các vùng thay đổi nhiều; ví dụ vùng thủ đô Đan Mạch trải dài vùng đô thị Copenhagen và đảo Bornholm có dân số gấp 3 lần vùng phía bắc Bắc Đan Mạch, trong đó bao gồm các khu vực thưa thớt dân cư của bắc Jutland. Theo hệ thống hạt các vùng đông đúc dân cư như Copenhagen và Frederiksberg được trao quy chế tương tự như các hạt, làm nó trởi thành các đơn vĩ hành chính cấp một. Các đô thị sui generis không được sáp nhập vào các dùng mới theo cải cách năm 2007.
| Tên Đan Mạch                              | Tên tiếng Việt       | Trung tâm hành chính | Thành phố lớn nhất (số dân) | Dân số (7/2015) | Tổng diện tích (km²) |
| ----------------------------------------- | -------------------- | -------------------- | --------------------------- | --------------- | -------------------- |
| Hovedstaden                               | Vùng thủ đô Đan Mạch | Hillerød             | Copenhagen                  | 1,775,479       | 2,568.29             |
| Midtjylland                               | Trung Đan Mạch       | Viborg               | Aarhus                      | 1,286,679       | 13,095.80            |
| Nordjylland                               | Bắc Đan Mạch         | Aalborg              | Aalborg                     | 583,471         | 7,907.09             |
| Sjælland                                  | Vùng Zealand         | Sorø                 | Roskilde                    | 824,199         | 7,268.75             |
| Syddanmark                                | Nam Đan Mạch         | Vejle                | Odense                      | 1,208,520       | 12,132.21            |
| Nguồn: Regional and municipal key figures |                      |                      |                             |                 |                      |

## Kinh tế

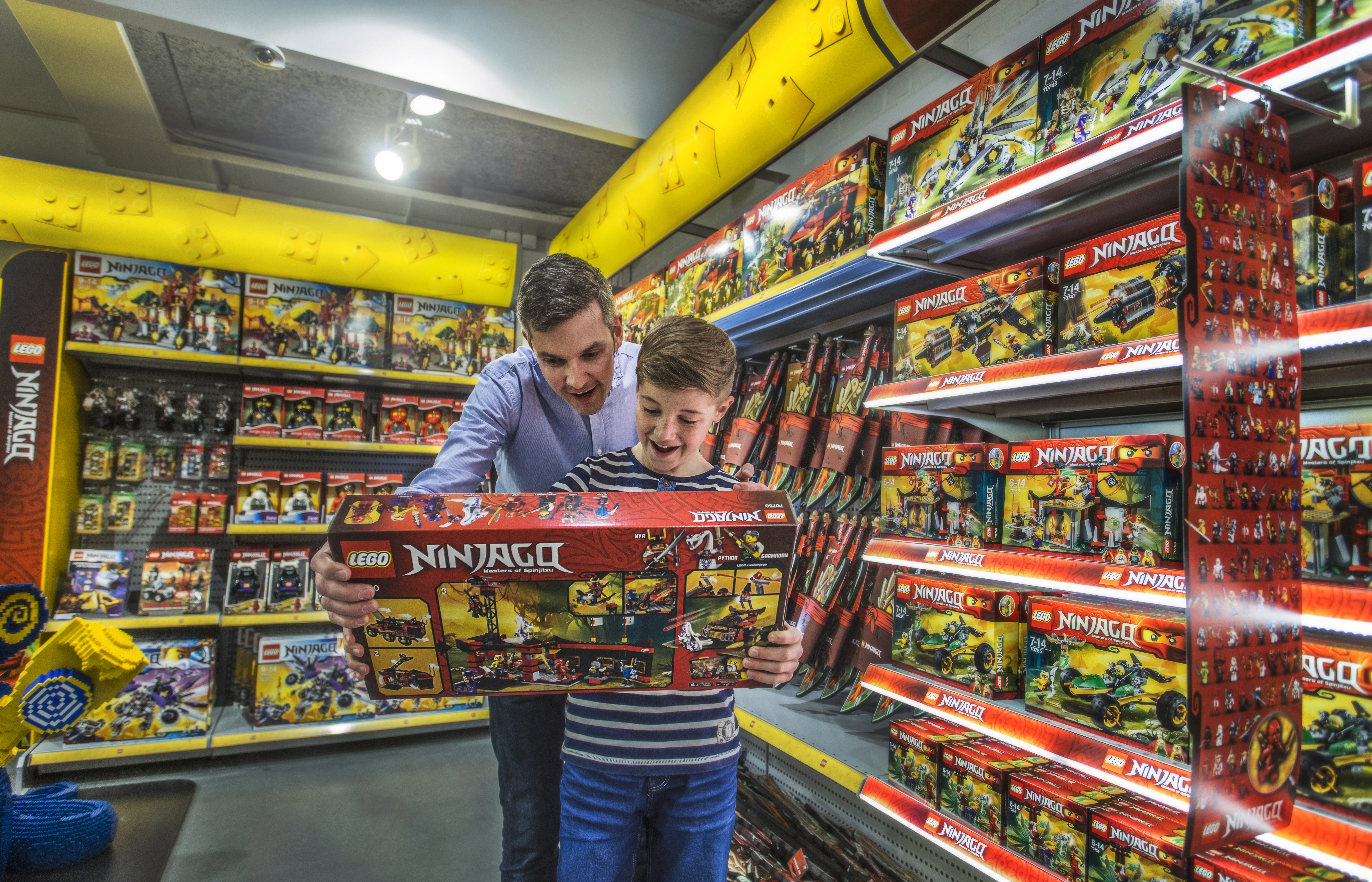
Tập đoàn Lego là công ty đồ chơi có doanh thu cao nhất trên thế giới

Đan Mạch là một nước phát triển với một nền kinh tế hỗn hợp thu nhập cao. Năm 2022, Đan Mạch có thu nhập quốc dân bình quân đầu người (PPP) cao thứ 8 và thu nhập quốc dân bình quân đầu người (danh nghĩa) cao thứ 10 trên thế giới. Nền kinh tế Đan Mạch có một trong những Chỉ số tự do kinh tế cao nhất trên thế giới và là nền kinh tế cạnh tranh thứ 10 trên thế giới 10, thứ 7 tại châu Âu, Bắc Mỹ vào năm 2019.
Do nghèo tài nguyên và thiếu nguyên liệu buộc người Đan Mạch phải học cách sử dụng nguyên liệu một cách tiết kiệm và hiệu quả nhất như ứng dụng năng lượng gió và các năng lượng tái tạo. Bên cạnh đó, Đan Mạch cũng phụ thuộc lớn vào các hoạt động ngoại thương, đặc biệt trong lĩnh vực xuất khẩu lương thực và năng lượng. Năm 2010, kim ngạch xuất khẩu của Đan Mạch chiếm 31,8% GDP (tương đương 99,37 tỷ USD) và kim ngạch nhập khẩu đạt 29,1% GDP cả nước (tương đương 90,83 tỷ USD). Nền kinh tế Đan Mạch trong năm 2010 tuy chưa thực sự phục hồi sau cuộc khủng hoảng tài chính năm 2008 nhưng cũng đã có dấu hiệu tăng trưởng trở lại với mức tăng GDP 1% trong năm 2010 (so với mức suy thoái -5,2% vào năm 2009), tỷ lệ thất nghiệp giảm nhẹ còn 4,2% trong năm 2010, tuy nhiên tỷ lệ lạm phát tăng ở mức 2,6%.
Tính đến năm 2016, GDP của Đan Mạch đạt 302.571 USD, lớn thứ 39 trên thế giới và lớn thứ 16 châu Âu.

### Tiền tệ
Đơn vị tiền của Đan Mạch là đồng krone Đan Mạch (ký hiệu quốc tế DKK). Ngày 28.9.2000, trong một cuộc trưng cầu ý dân (46,8% thuận, 53,2% chống), Đan Mạch đã từ chối không gia nhập đồng tiền chung của Liên minh châu Âu. Cùng với Anh, Đan Mạch đã ký với các nước trong Liên minh một điều khoản gọi là opting-out (sự chọn lựa không tham gia) cho phép Đan Mạch không gia nhập đồng tiền chung của Liên minh là đồng euro.

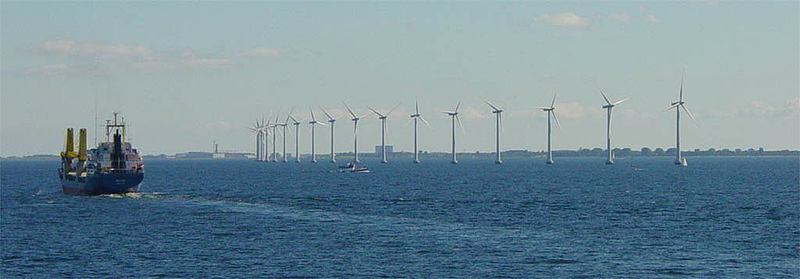
Các Tua-bin gió ngoài khơi gần Copenhagen, cung cấp một lượng lớn năng lượng bằng sức gió cho nước này.

Tuy nhiên trên thực tế, đồng krone gắn bó chặt chẽ với đồng euro qua hệ thống Cơ chế tỷ suất hối đoái châu Âu II (European Exchange Rate Mechanism II), một phần của Hệ thống tiền tệ châu Âu (European Monetary System). Tỷ giá giữa đồng euro và đồng krone bao giờ cũng xấp xỉ: 1 euro = 7,45 krone.

### Mạng lưới giao thông

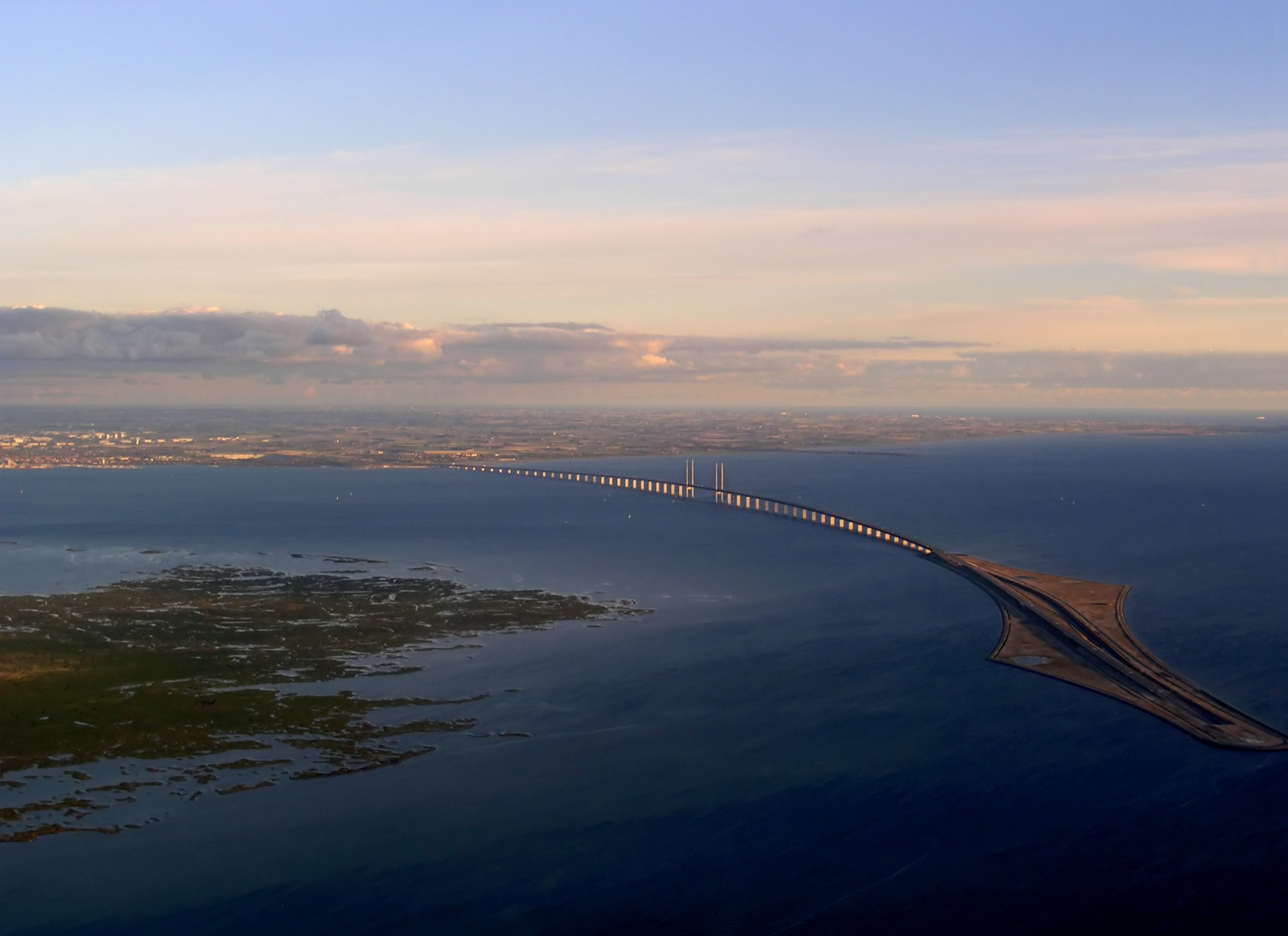
Cầu Oresund nối từ đảo Zealand (Đan Mạch) sang vùng Nam Thụy Điển (Øresundsbroen).

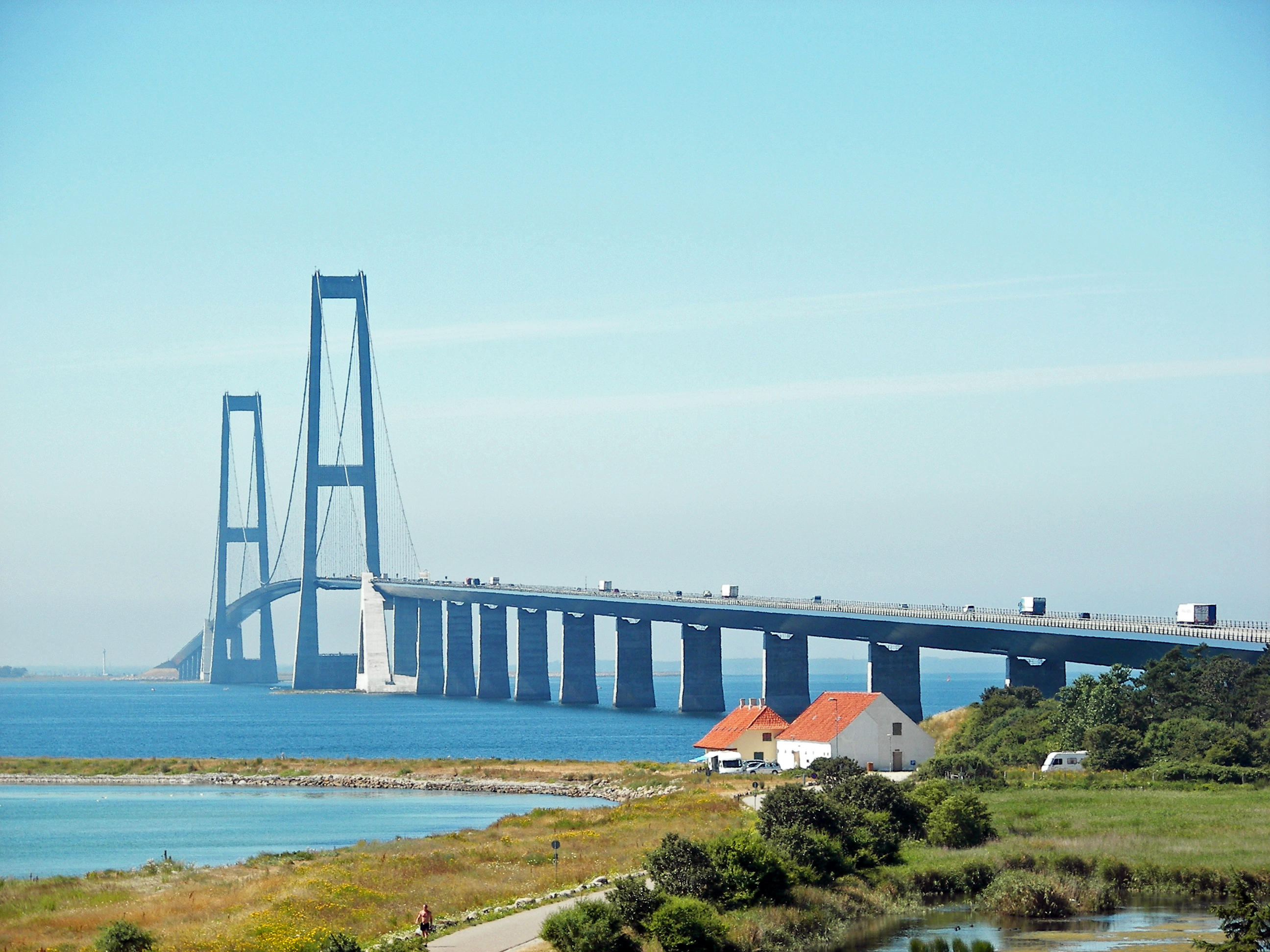
Chiếc cầu nối đảo Fyn sang đảo Zealand

Đan Mạch có mạng lưới giao thông đường bộ tổng cộng khoảng 71.600 km, trong đó 880 km là xa lộ. Có 35 cầu các loại, có chiều dài từ 200 m trở lên. Vào mùa hè năm 1998, đã khánh thành cầu nối từ đảo Fyn sang đảo Zealand, Cầu Storebælt (Storebæltsbroen), là một trong các cầu dài nhất châu Âu, với một phần đường hầm dưới lòng biển (tunnel) dành cho xe lửa. Đan Mạch cũng xây dựng chung với Thụy Điển Cầu Oresund nối từ đảo Zealand (Đan Mạch) sang vùng Nam Thụy Điển (Øresundsbroen).
Ngoài ra còn các tàu phà (ferry) nối liền giao thông giữa đất liền với các đảo hoặc giữa các đảo với nhau.
Mạng lưới đường sắt Đan Mạch có tổng chiều dài 2.875 km (năm 2000), trong đó có 508 km đường sắt do công ty tư nhân khai thác, số còn lại do Công ty đường sắt quốc gia Đan Mạch ( Danske Statsbaner) quản lý. Từ ngày 19 tháng 10 năm 2002, Đan Mạch có thêm một số đường tàu điện ngầm (Metro) tại thủ đô Copenhagen.
Đan Mạch có bốn sân bay quốc tế là: sân bay Copenhagen, sân bay Billund, sân bay Aalborg và sân bay Aarhus.

### Khoa học
Nhiều người Đan Mạch được giải Nobel:
- 1903: Niels Ryberg Finsen, giải Nobel dành cho Sinh lý và Y học
- 1908: Fredrik Bajer, giải Nobel hòa bình (cùng với người Thụy Điển Klas Pontus Arnoldson)
- 1917: Henrik Pontoppidan và Karl Gjellerup, giải Nobel văn chương
- 1920: August Krogh, giải Nobel dành cho Sinh lý và y học
- 1922: Niels Bohr, giải Nobel vật lý
- 1926: Johannes Fibiger, giải Nobel dành cho Sinh lý và y học
- 1943: Henrik Dam, giải Nobel dành cho Sinh lý và y học (cùng với người Mỹ Edward A. Doisy)
- 1944: Johannes Vilhelm Jensen, giải Nobel văn chương
- 1975: Aage Niels Bohr và Ben Roy Mottelson, giải Nobel vật lý (cùng với người Mỹ Leo J. Rainwater)
- 1984: Niels Kaj Jerne, giải Nobel dành cho Sinh lý và y học (cùng với người Đức George J.S. Köhler và người Argentina Cesar Millstein)
- 1997: Jens Christian Skou, giải Nobel Hóa học (cùng với người Mỹ Paul D. Boyer và người Anh John E. Walker)

## Nhân khẩu

### Ngôn ngữ
Ngôn ngữ chính của Đan Mạch là tiếng Đan Mạch, ở vùng Sønderjylland (giáp với Đức) tiếng Đức là ngôn ngữ chính thứ hai, trên đảo Greenland người ta còn nói tiếng Greenland (tiếng Đan Mạch: Grønlandsk), còn ở quần đảo Faroe thì tiếng Faroe cũng là ngôn ngữ chính thức. Phía nam Đan Mạch có khoảng 80.000 dân nói tiếng Đức. Tiếng Đan Mạch thuộc nhánh phía Bắc của nhóm ngôn ngữ German của ngữ hệ Ấn-Âu với rất nhiều từ vay mượn từ ngôn ngữ miền Bắc nước Đức. Ngày nay tiếng Anh là ngoại ngữ quan trọng nhất ở Đan Mạch, đa số học sinh chọn tiếng Anh là sinh ngữ chính. Tuy nhiên tiếng Đức và tiếng Pháp vẫn có một ảnh hưởng đáng kể.

### Tôn giáo

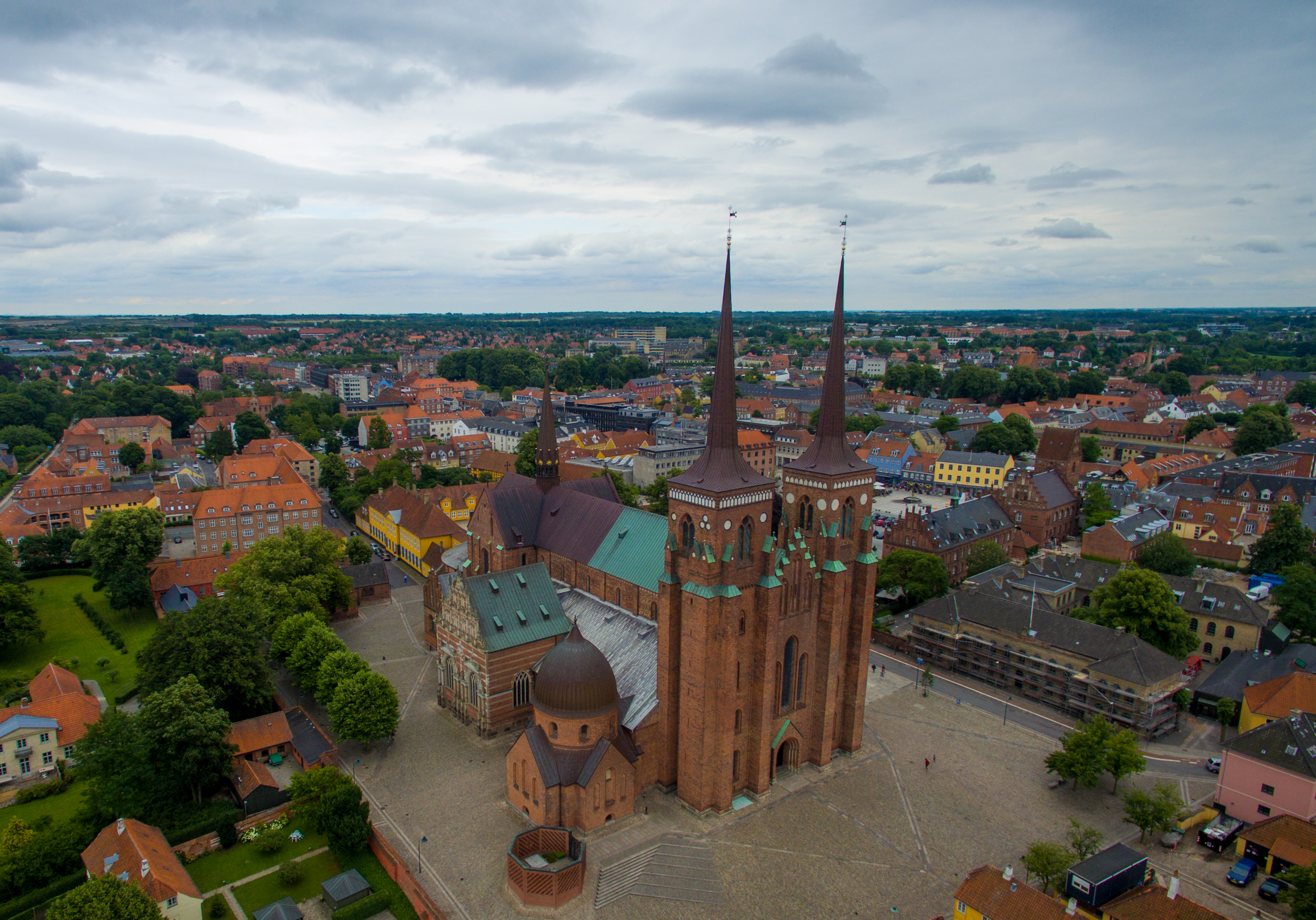
Nhà thờ chính tòa Roskilde là nơi an nghỉ của hoàng gia Đan Mạch từ thế kỷ 15 và được công nhận là Di sản thế giới vào năm 1995

Kitô giáo là tôn giáo chính của Đan Mạch. Hiến pháp công nhận Giáo hội Đan Mạch (Den Danske Folkekirke) là giáo hội chính thức của Đan Mạch Năm 2024, 71,2% dân số Đan Mạch tự nhận là thành viên Giáo hội Đan Mạch. Số lượng thành viên Giáo hội Đan Mạch bắt đầu suy giảm từ thập niên 1970 vì ngày càng ít trẻ sơ sinh được làm phép rửa tội. Chỉ 3% dân số thường xuyên đi dự lễ nhà thờ vào Chủ nhật và chỉ 19% coi tôn giáo là một phần quan trọng trong đời sống.
Hiến pháp quy định quân chủ phải theo giáo hội Luther, nhưng đảm bảo quyền tự do tôn giáo. Năm 1682, nhà nước công nhận hạn chế ba tôn giáo khác: Công giáo, thần học Calvin và Do Thái giáo, nhưng tiếp tục cấm cải đạo từ Giáo hội Đan Mạch sang tôn giáo khác. Cho đến thập niên 1970, đoàn thể tôn giáo phải được nhà nước chính thức cấp phép. Hiện tại, đoàn thể tôn giáo không cần phải được chính phủ cấp phép và có quyền thực hiện hôn lễ, nghi lễ tôn giá khác. 4,4% dân số theo Hồi giáo, cấu thành cộng đồng tôn giáo lớn thứ hai và tôn giáo thiểu số lớn nhất của Đan Mạch. Ước tính 2% dân số theo tôn giáo khác. 20% dân số tự nhận là vô thần.

### Y tế

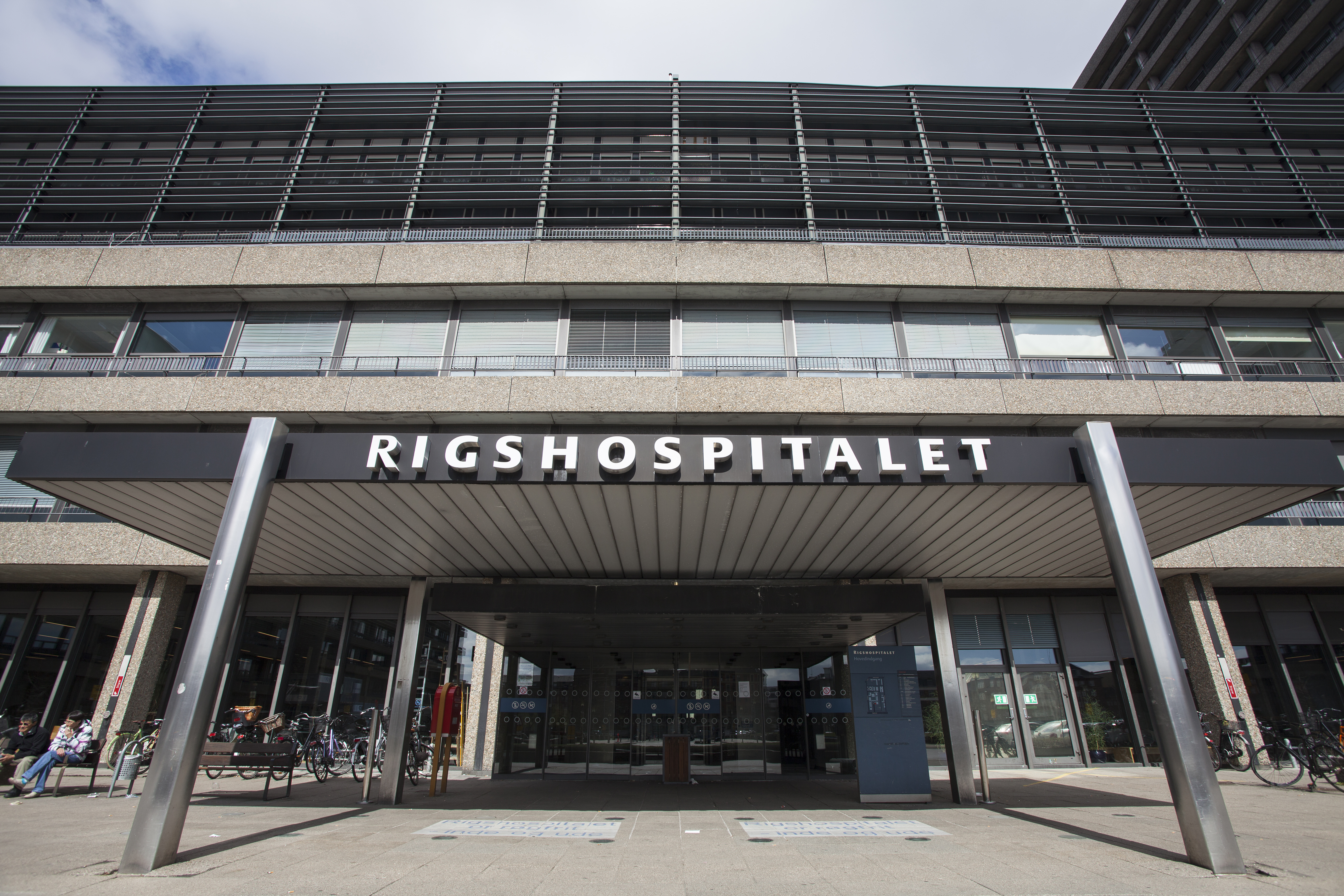
Rigshospitalet tại Copenhagen là bệnh viện chuyên khoa hàng đầu của Đan Mạch, tiếp nhận hơn 350.000 bệnh nhân mỗi năm

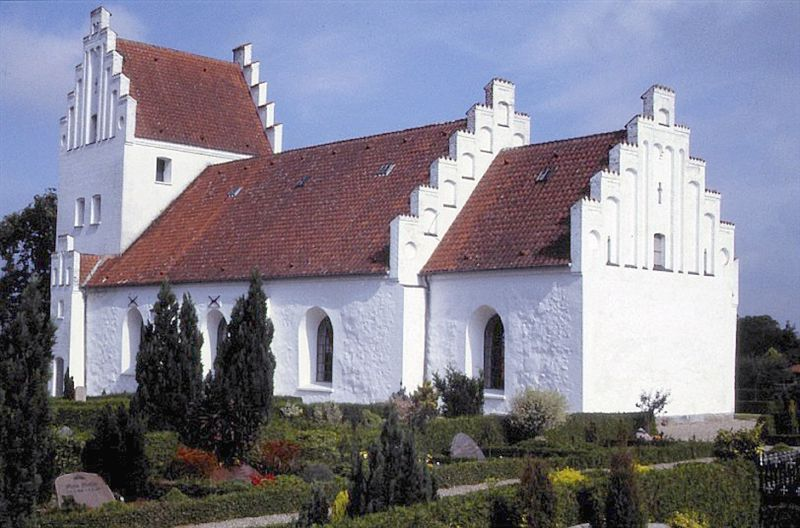
Một nhà thờ Kitô giáo được xây dựng từ năm 1200 theo kiến trúc tôn giáo điển hình của Đan Mạch.

Tính đến  năm 2022, tuổi thọ trung bình của Đan Mạch là 81,3 tuổi (79,5 tuổi đối với nam, 83,2 tuổi đối với nữ), xếp hạng thứ 26 trong số 193 quốc gia, sau những quốc gia Nordic khác. Dân số Đan Mạch có 19 yếu tố nguy cơ chính về sức khỏe, bao gồm thuốc lá, rượu bia, lạm dụng chất và không vận động thể chất. Tỷ lệ béo phì của Đan Mạch thấp hơn Bắc Mỹ và những quốc gia châu Âu khác, nhưng một bộ phận dân số Đan Mạch có tình trạng thừa cân. Theo một nghiên cứu năm 2012, Đan Mạch có tỷ lệ ung thư cao nhất trên thế giới; một số nguyên nhân được đưa ra bao gồm chất lượng chẩn đoán tốt, tỷ lệ sử dụng rượu bia, hút thuốc lá cao và không vận động thể chất.

## Văn hoá
Những di sản văn hoá thế giới ở Đan Mạch bao gồm các đồi mộ cổ (gravhøj,kæmpehøj, tiếng Anh: tumulus), những bia đá Jelling (khắc chữ Rune) và nhà thờ vùng Jelling, cũng như nhà thờ chính tòa Roskilde và lâu đài Kronborg ở thành phố Helsingør.

### Văn học
Nhà văn lớn đầu tiên của Đan Mạch là Saxo Grammaticus (khoảng 1160 - sau 1208), người viết tác phẩm Gesta danorum (Các kỳ công của người Đan Mạch) bằng tiếng Latin.
Nhà văn nổi tiếng thế giới của Đan Mạch là Ludvig Holberg(1684 - 1574, gốc Na Uy), tác giả của 31 hài kịch, 4 tập thơ, 4 tiểu luận, 8 tiểu thuyết lịch sử và một tiểu thuyết trào phúng. Về khuynh hướng lãng mạn có Johannes Ewald (1743 - 1781) và Jens Baggesen (1764 - 1826). Georg Brandes (1842 - 1927) là nhà phê bình văn học nổi tiếng. Ngoài ra còn các nhà văn nổi tiếng khác như Gustav Wied (1858 - 1914), Martin A. Nexø (1869 - 1954), Tom Kristensen (1893 - 1974).
Những nhà văn Đan Mạch có nhiều đóng góp cho văn học thế giới có thể kể đến Hans Christian Andersen (1805 - 1875) - tác giả của nhiều câu truyện cổ tích nổi tiếng, nhà văn nữ Karen Blixen (1885 - 1962), cũng như nhà văn từng đoạt giải thưởng Nobel năm 1944 Johannes Vilhelm Jensen (1873 -1950), tiểu thuyết Kongens Fald của ông vừa được một số tờ báo chọn là tác phẩm thế kỷ của Đan Mạch.
Hai nhà văn Karl Gjellerup (1857 -1919) và Henrik Pontoppidan(1857 - 1943) cùng chia nhau giải Nobel năm 1917.
Nhà văn tiêu biểu cho trường phái ấn tượng của Đan Mạch là Herman Bang (1857 - 1912). Các tác phẩm nổi tiếng của ông là Ved Vejen (Bên đường, 1886) được Max von Sydow chuyển thể thành phim năm 1988, dưới tên Katinka, Stuk (1887) và Tine (1889), được Knud Leif Thomsen đưa lên màn ảnh năm 1964, Mikael (1904) cũng được Mauritz Stiller đưa lên màn ảnh năm 1916, sau đó Carl Theodor Dreyer cũng lại làm một bản phim mới (1924).
Mặc dù được biết đến nhiều hơn trong vai trò một nhà triết học, Søren Kierkegaard (1813 - 55) cũng là một tên tuổi lớn của nền văn học Đan Mạch.
Một tác giả nổi tiếng thế giới khác là Peter Høeg (1957 - ?), ông được biết đến với tác phẩm Frøken Smillas fornemmelse for sne (Cảm giác về tuyết của nàng Smillas).

### Kiến trúc

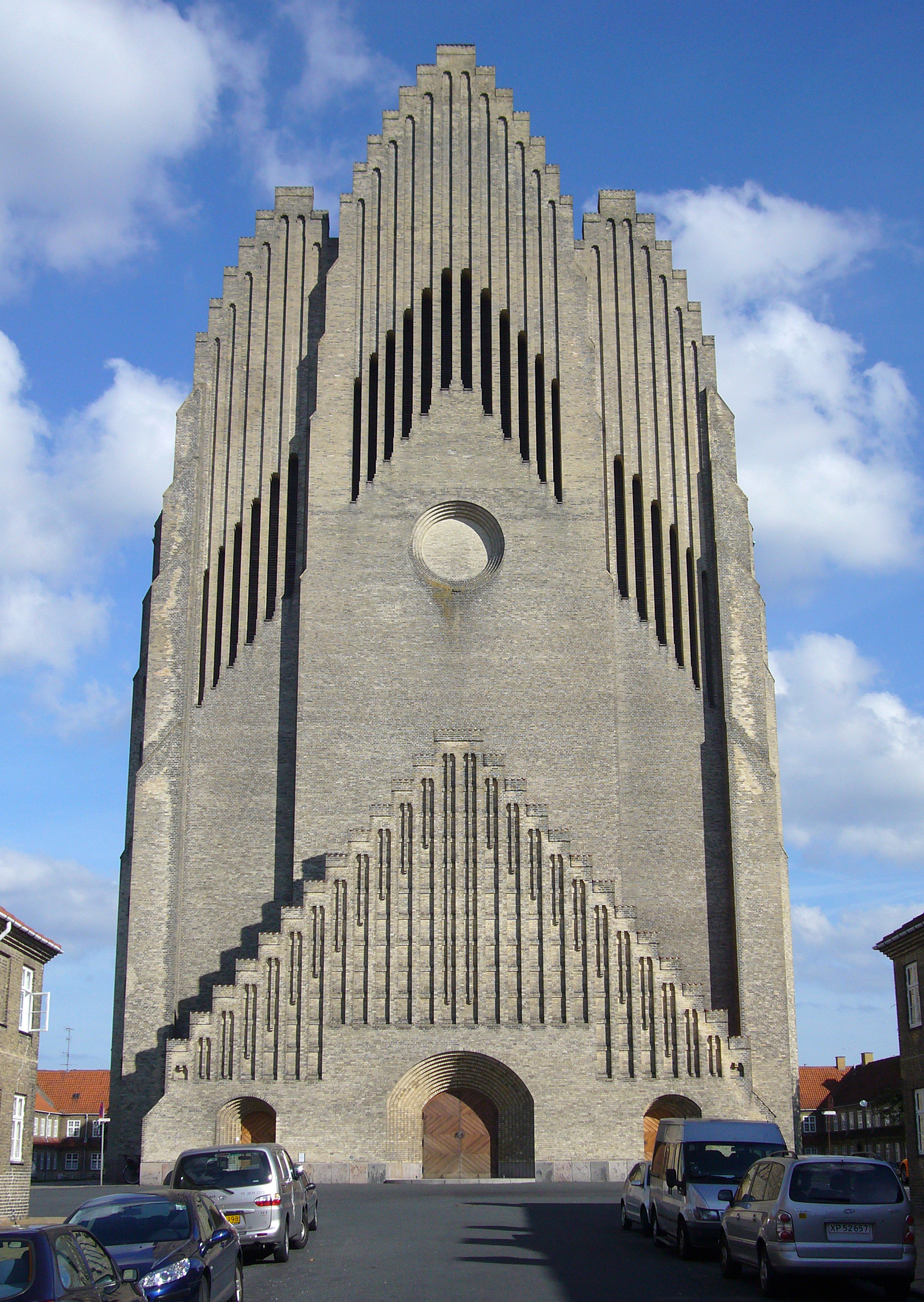
Nhà thờ Grundtvig, Copenhagen

Kiến trúc Đan Mạch có nguồn gốc từ thời đại Viking nhưng bắt đầu được biết đến từ thời Trung cổ khi bắt đầu là nhà thờ và nhà thờ lớn phong cách kiến trúc Roman, sau đó là phong cách kiến trúc Gothic xuất hiện trên khắp cả nước. Được tạo cảm hứng từ các lâu đài Pháp và với sự hỗ trợ của các nhà thiết kế người Đan Mạch, kiến trúc thời Phục Hưng phát triển với nhiều cung điện hoàng gia tráng lệ. Kiến trúc Tân cổ điển đến với Đan Mạch từ Pháp và vào thế kỷ XIX từ từ hòa vào với phong cách Roman Quốc gia khi các nhà thiết kế người Đan Mạch tự nghĩ ra. Tuy nhiên mãi đến thế kỷ XX các kiến trúc sư Đan Mạch mới bước đến tầm cỡ thế giới với thuyết chức năng rất thành công của họ. Vì vậy có nhiều nhà thiết kết tầm cỡ thế giới hơn như là Johann Otto von Spreckelsen người thiết kế Grande Arche ở Paris. Về mặt quốc tế, có lẽ kiến trúc sư được ca tụng nhiều nhất là người thiết kế ra Nhà hát Opera Sydney, Jørn Utzon, nhưng tại Đan Mạch, người đó là kiến trúc sư Arne Jacobsen người mà có lẽ tự hào nhất về phát triển 'phong cách hiện đại kiểu Đan Mạch', như là những chiếc ghế Thiên nga và Trứng nổi tiếng thế giới. Một làn sóng kiến trúc sư Đan Mạch trẻ đang giành được danh tiếng quốc tế, như Bjarke Ingels với các công trình như Danish National Pavilion ở Expo 2010 Thượng Hải Trung Quốc.

### Thiết kế

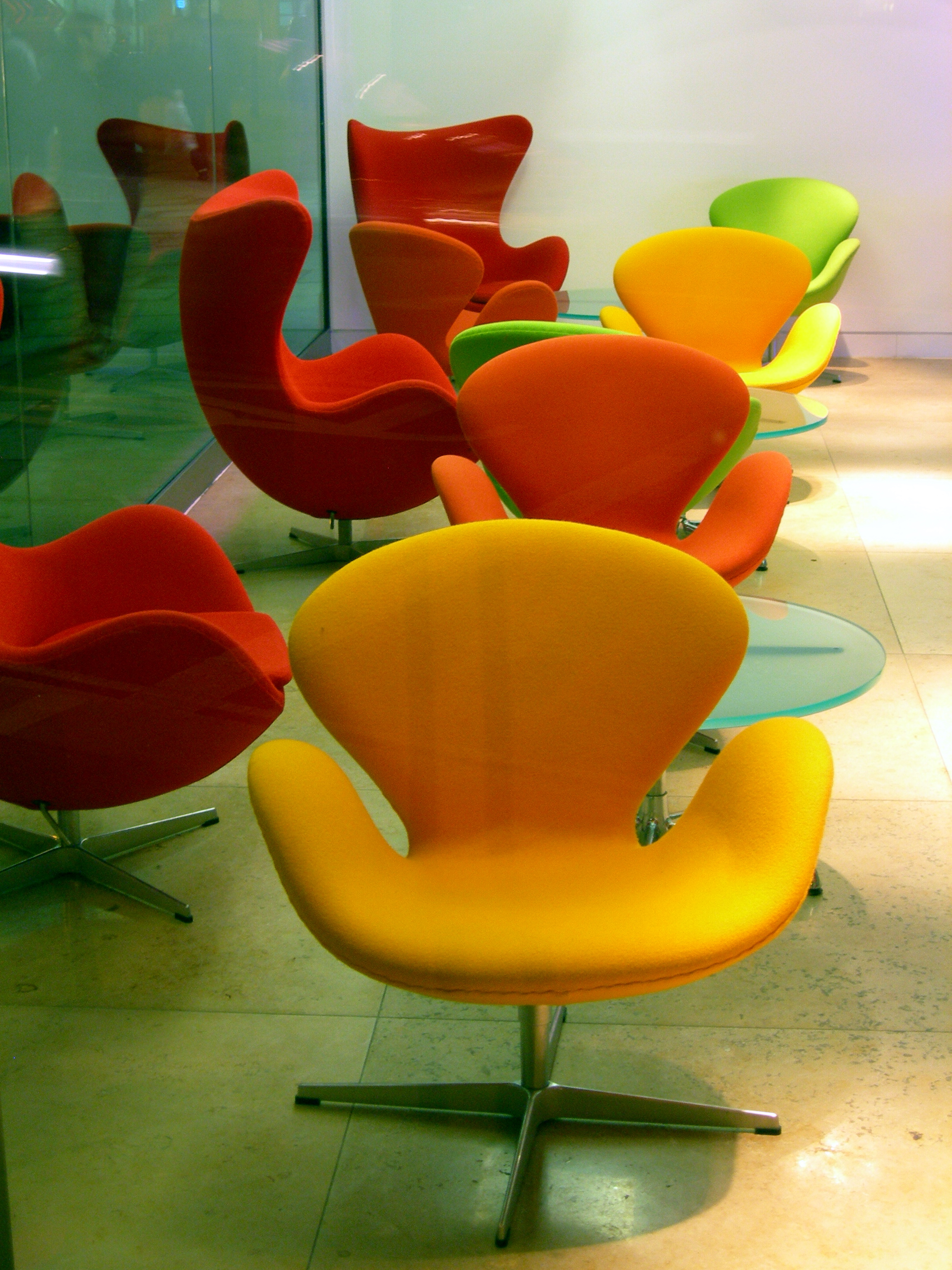
Thiên Nga và Trứng của Arne Jacobsen

Thiết kế kiểu Đan Mạch là thuật ngữ thường được sử dụng để diễn tả phong cách thiết kế và kiến trúc chức năng, thứ được phát triển vào giữa thế kỷ XX, bắt nguồn từ Đan Mạch. Thiết kế kiểu Đan Mạch theo điển hình được áp dụng cho thiết kế công nghiệp và đồ dùng gia đình, chúng dành nhiều giải thưởng quốc tế.
Nhà máy Sứ Đan Mạch ("Royal Copenhagen"), bao gồm Bing & Grøndahl, nổi tiếng với chất lượng của các sản phẩm gốm sứ và các sản phẩm xuất khẩu toàn thế giới. Thiết kế kiểu Đan Mạch cũng là một thương hiệu nổi tiếng, thường gắn liền với các nhà thiết kế và kiến trúc sư như Børge Mogensen (1914–1972), Finn Juhl (1912–1989), Hans Wegner (1914–2007), Arne Jacobsen (1902–1971), Poul Kjærholm (1929–1980), Poul Henningsen (1894–1967) và Verner Panton (1926–1998). Georg Jensen (1866–1935) nổi tiếng về thiết kế đồ đồng hiện đại.
Các nhà thiết kế khác bao gồm Kristian Solmer Vedel (1923–2003) trong lĩnh vực thiết kế công nghiệp, Jens Harald Quistgaard (1919–2008) cho các đồ dùng trong bếp và Ole Wanscher (1903–1985) người có phương pháp thiết kế đồ dùng gia đình cổ điển.
Bảo tàng Nghệ thuật và Thiết kế Đan Mạch tại Copenhagen trưng bày các thiết kể tốt nhất của Đan Mạch.

### Điện ảnh
Trong thời kì phim câm Đan Mạch là nhà sản xuất phim lớn của thế giới sau Mỹ, Đức và Pháp. Dẫu cho địa vị này bị phá vỡ cùng với sự ra đời của phim có âm thanh, nhưng những tác phẩm điện ảnh của Đan Mạch vẫn giành được sự chú ý trên thế giới. Thập niên 1990 đánh dấu sự trở lại của Đan Mạch trên phim trường quốc tế cùng với phong trào tuyên ngôn Dogma 95.
Những đạo diễn nổi tiếng của Đan Mạch:
- Carl Theodor Dreyer (1889 - 1968), giải Bodil (giải thưởng cao nhất của Viện hàn lâm phim Đan Mạch) năm 1955 và giải Quả cầu vàng (Golden Globe) của The Hollywood Foreign Press Association cho phim Ordet (Ngôi Lời) (1955)
- Lars von Trier (s. 30 tháng 4 năm 1956) với phim Breaking the Waves (1996) đoạt Grand Prix tại Liên hoan phim Cannes cùng năm và giải César cho Phim nước ngoài hay nhất. Năm 2000, phim Dancer in the Dark đoạt giải Cành cọ vàng (Palme d'or) tại Liên hoan phim Cannes và nữ diễn viên chính Björk đoạt giải diễn viên xuất sắc nhất.
- Bille August (s. 9 tháng 11 năm 1948) với phim Pelle Eroberen (Pelle người chinh phục, 1987) đoạt giải Cành cọ vàng ở Liên hoan phim Cannes (1988), giải Quả cầu vàng (Golden Globe) (1989) và giải Oscar cho phim nước ngoài hay nhất. Phim Den gode vilje (Thiện chí, 1991) đoạt Cành cọ vàng ở Liên hoan phim Cannes (1992).
- Erik Balling (1924 - 2005) với bộ phim dài 14 tập nổi tiếng Olsen Banden (Băng đảng Olsen)
- Lasse Spang Olsen (s. 23 tháng 4 năm 1965) với phim I Kina spiser de hunde (Ở Trung Quốc người ta ăn thịt chó) (1999)
- Thomas Vinterberg (s. 19 tháng 5 năm 1969) là một trong 4 thành viên phong trào Dogma 95
- Lone Scherfig (s. 2 tháng 5 năm 1959), nữ đạo diễn phim Italiensk for begyndere (Tiếng Ý cho người mới bắt đầu học) (2000), giải Gấu bạc tại Liên hoan phim Berlin năm 2001.
- Susanne Bier (s. 15 tháng 4 năm 1960), giải Bodil (1999) và giải Robert (của Viện hàn lâm phim Đan Mạch) (2000) cho phim Den eneste ene (Người duy nhất); giải Bodil và giải Robert (2003) cho phim Elsker dig for evigt (Yêu em mãi mãi). Phim Efter brylluppet (Sau đám cưới) (2006) cũng được đề nghị trao giải Oscar cho phim nước ngoài hay nhất.
- Ole Bornedal (s. 26 tháng 5 năm 1959) với các phim như Nattevagten (Người trực gác đêm, tiếng Anh: Nightwatch) (1994) và I am Dina (2002) v.v.

Phim nước ngoài ở Đan Mạch thường không được lồng tiếng mà chỉ được làm thêm phụ đề, ngoại trừ một số phim thiếu nhi.

### Ẩm thực

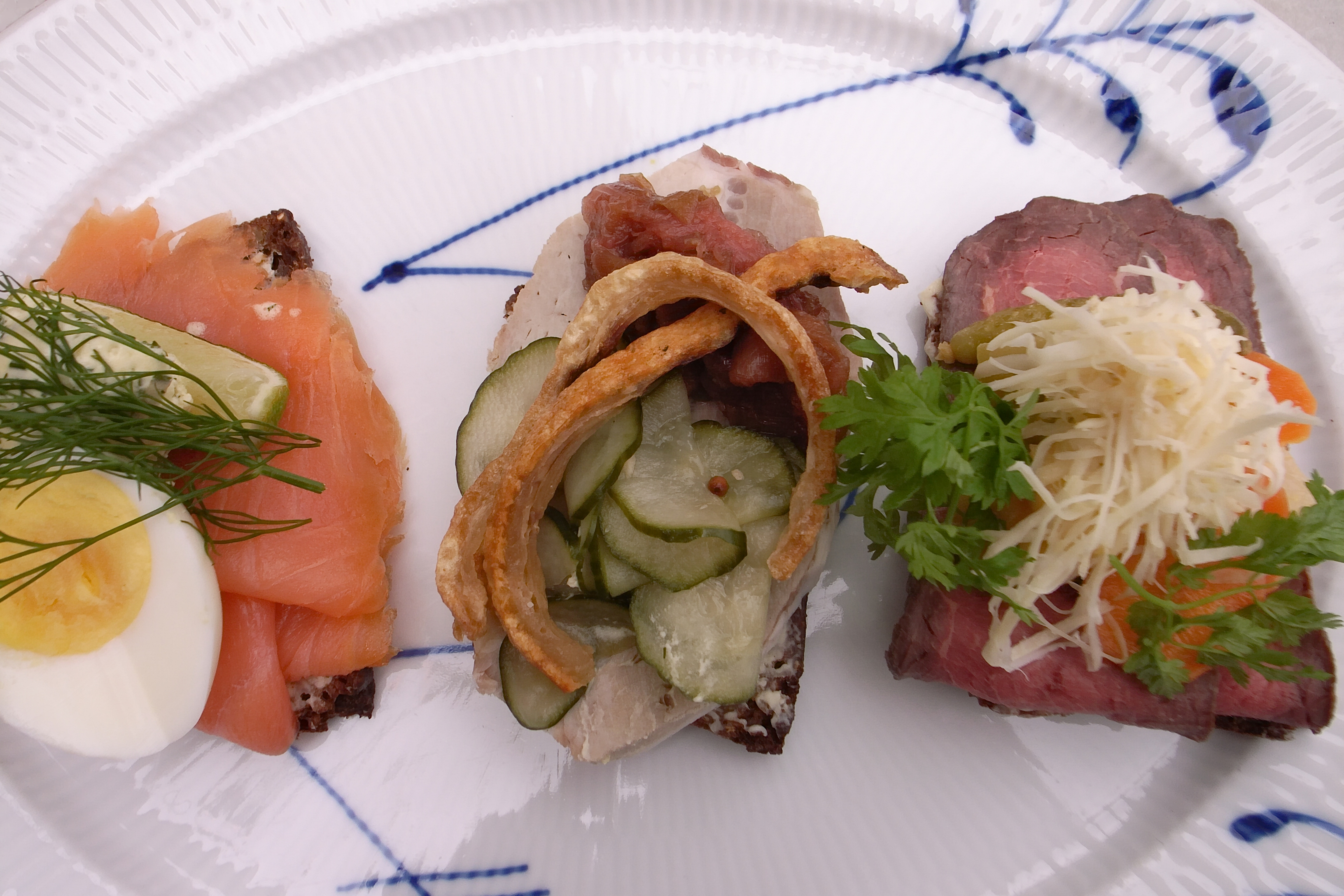
Smørrebrød – một loại bánh kẹp mở của Đan Mạch được xếp một cách tinh tế.

Ẩm thực truyền thống của Đan Mạch giống như các quốc gia Bắc Âu khác và Bắc Đức, chủ yếu bao gồm thịt, cá và khoai tây. Các món Đan Mạch thường theo mùa, bắc nguồn từ ngành nông nghiệp trong quá khứ, vị trí địa lý của nó, và khí hậu có mùa đông dài và lạnh.
Bánh kẹp mở, được biết đến là smørrebrød, dạng cơ bản của nó thường được dùng làm bữa trưa, nó có thể được xem là đặc sản quốc gia khi được chế biến và trang trí với nhiều nguyên liệu. Món nóng theo truyền thống bao gồm thịt xay, như là frikadeller (thịt lợn hoặc bê viên) và hakkebøf (bánh thịt viên), hoặc những món thịt hoặc cá lớn hơn như là flæskesteg (lợn quay) và kogt torsk (cá tuyết trần) với sốt mù tạt. Đan Mạch nổi tiếng với bia Carlsberg, Tuborg, akvavit và bitters.
Kể từ khoảng năm 1970, các đầu bếp và nhà hàng tại toàn bộ Đan Mạch đã giới thiệu cách nấu thượng hạng, có ảnh hưởng lớn từ ẩm thực Pháp. Các đầu bếp Đan Mạch gần đây đã phát triển một loại ẩm thực mới và một loạt các món thượng hạng từ các sản phẩm chất lượng cao tại địa phương được biết đến là ẩm thực Đan Mạch mới. Cũng là kết quả của những phát triển này, hiện nay Đan Mạch có một số lượng đáng kể các nhà hàng danh tiếng thế giới mà một số trong đó đã được trao tặng sao Michelin. Những nhà hàng này bao gồm nhà hàng Geranium và Noma ở Copenhagen.

### Thể thao
Các môn thể thao phổ biến nhất ở Đan Mạch là bóng đá, đua thuyền các loại và bóng ném. Năm 1992 đội tuyển bóng đá quốc gia Đan Mạch đã giành chức Giải vô địch bóng đá châu Âu 1992. Đội tuyển bóng ném nữ cũng giành huy chương vàng trong các kì Thế vận hội 1996, 2000 và 2004. Đội tuyển bóng ném nam cũng giành 1 huy chương vàng trong giải vô địch bóng ném châu Âu tại Na Uy (tháng 1/2008) và 2 huy chương đồng trong giải vô địch bóng ném châu Âu tại Thụy Sĩ năm 2006 và giải vô địch bóng ném thế giới tại Đức năm 2007. Hiện nay (10.4.2008) đội tuyển bóng ném nam Đan Mạch đứng đầu trong bảng xếp hạng các đội bóng ném nam châu Âu với 416 điểm hơn đội Pháp thứ nhì 8 điểm. Trong môn cầu lông (badminton) các vận động viên của Đan Mạch cũng là những nhà vô địch thế giới.